# Person or Persons Unknown
Person sau Persons Unknown este episodul 92 al serialului american Zona crepusculară. A fost difuzat pe data de 23 martie 1962.

## Prezentare

### Introducere
| “ | Ivirea unui bărbat care tocmai și-a pierdut cel mai valoros bun. Nu este momentan conștient de paguba sa. De fapt, nici măcar nu știe despre bunul în cauză. Deoarece, asemenea majorității oamenilor, David Gurney nu s-a gândit niciodată cu adevărat la problema identității sale. Însă de acum înainte va cugeta pentru mult timp, de vreme ce asta a pierdut. Și căutarea sa îl va conduce spre cele mai întunecate hotare ale Zonei crepusculare. | ” |

### Intriga
David Gurney se trezește după o petrecere și descoperă că nimeni nu-l recunoaște, iar toate documentele în baza cărora poate fi identificat au dispărut. Soția, prietenii, colegii de muncă și propria sa mamă neagă că îl cunosc.
Acesta este internat într-un spital de psihiatrie⁠(d), unde medicul său, Koslenko, îi spune că David Gurney nu există, fiind doar o construcție delirantă. Gurney consideră că acest lucru este imposibil, deoarece are numeroase amintiri despre viața sa și despre oamenii pe care îi cunoaște. Este convins că cineva vrea să-i distrugă imaginea. Sare prin geamul spitalului, fură o mașină și pornește în căutarea unor dovezi care să-i susțină vorbele.
Descoperă o fotografie cu el și soția sa, declarând că atât aceasta, cât și data la care a fost făcută infirmă afirmația soției sale conform căreia nu l-a întâlnit niciodată. Totuși, când poliția ajunge împreună cu psihiatrul la fața locului, fotografia îl prezintă pe Gurney de unul singur, fără soția sa. Acesta se arunca la pământ și în următorul moment se trezește în patul său.
Întreaga sa aventura a fost un simplu coșmar. Soția sa, Wilma, se ridică din pat și vorbește cu el din baie, unde își îndepărtează crema de pe față. Când iese, Gurney descoperă cu groază că, deși vorbește la fel și are același comportament, soția sa nu seamănă deloc cu cea pe care o cunoaște.

### Concluzie
| “ | Un caz de identitate greșită sau un coșmar tulburător? O simplă amnezie sau sfârșitul lumii? David Gurney s-ar putea să nu afle niciodată răspunsul, dar puteți fi sigur că îl caută în Zona crepusculară. | ” |